# Conus smoesi
Espèce
Conus smoesi est une espèce de mollusques gastéropodes marins de la famille des Conidae.
Comme toutes les espèces du genre Conus, ces escargots sont prédateurs et venimeux. Ils sont capables de « piquer » les humains et doivent donc être manipulés avec précaution, voire pas du tout.

## Description
La longueur de la coquille atteint 20 mm.

## Distribution
Cette espèce marine d'escargot conique est présente au large de l'État de Ceará, au nord-est du Brésil.

## Taxonomie

### Publication originale
L'espèce Conus smoesi a été décrite pour la première fois en 2016 par les malacologistes Edward James Petuch (d) et David P. Berschauer dans « The Festivus »,.

### Synonymes
- Poremskiconus smoesi Petuch & Berschauer, 2016 · non accepté (combinaison originale)